# 18801 Noelleoas
18801 Noelleoas è un asteroide della fascia principale. Scoperto nel 1999, presenta un'orbita caratterizzata da un semiasse maggiore pari a 2,3758157 UA e da un'eccentricità di 0,1417451, inclinata di 6,86351° rispetto all'eclittica.